# Cherif Al Idrissi Airport
Cherif Al Idriss Airport is het vliegveld van Al Hoceima, Marokko en is genoemd naar de 12e-eeuwse cartograaf Al-Idrisi. Het vliegveld ligt op 17 km van de stad.
De ICAO-code is GMTA.
Het vliegveld wordt beheerd door het staatsbedrijf ONDA.

## Luchthaven en faciliteiten
De luchthaven heeft één verharde baan van 2500 meter lang en 45 meter breed. Deze kan van beide kanten worden gebruikt. De baan ligt pal noord-zuid en wordt derhalve aangeduid als 18/36. De luchthaven is geschikt bevonden voor gebruik voor een Boeing 737 of kleinere toestellen.
Voor het vliegverkeer zijn de volgende navigatiemiddelen beschikbaar: VOR – DME – NDB.
De standplaats voor vliegtuigen omvat 18.000 m² en biedt plaats aan zes Boeing 737-toestellen tegelijkertijd.
De passagiersterminal is gebouwd om maximaal 100.000 passagiers/jaar te verwerken. De oppervlakte van de terminal is 1000 m².

## Uitbreiding
Momenteel wordt gewerkt aan uitbreiding van de luchthaven. De terminal wordt uitgebreid tot een capaciteit van 360.000 passagiers per jaar en een oppervlakte van 3600 m². Na gereedkomen van deze plannen kan de luchthaven twee volle Boeing 737-toestellen per uur afhandelen.
Behalve de terminal wordt ook de toegangsweg verbeterd en komen er 300 parkeerplaatsen voor auto's.

## Maatschappijen en bestemmingen
| Maatschappij          | Bestemming(en)                 |
| --------------------- | ------------------------------ |
| Royal Air Maroc       | Brussel, Amsterdam             |
| RAM Express           | Nador, Casablanca, Tanger      |
| Small Planet Airlines | Amsterdam (charter)            |
| Transavia             | Rotterdam, Amsterdam (charter) |

## Verkeersgegevens
| Onderwerp       | 2010   | 2009   | 2008   | 2007   | 2006   | 2005   | 2004   | 2003   | 2002   |
| --------------- | ------ | ------ | ------ | ------ | ------ | ------ | ------ | ------ | ------ |
| Vliegbewegingen | -      | -      | 220    | 420    | 640    | 448    | 425    | 240    | 388    |
| Passagiers      | 24.405 | 18.733 | 16.018 | 17.834 | 20.246 | 17.547 | 17.776 | 17.153 | 31.832 |
| Vracht (tonnen) | -      | -      | 0,64   | 4,04   | 7,33   | 7,19   | 39,86  | 4,53   | 4,70   |